# Slaget vid Pälkäne
Slaget vid Pälkäne, även känt som Slaget vid Kostianvirta eller Slaget vid Pälkäne kyrka, var ett fältslag vid Pälkäne den 6 oktober 1713, mellan svenska och ryska trupper under stora nordiska kriget där de sistnämnda segrade.
Genom ett kombinerat flank- och frontanfall, varvid en del av de ryska trupperna nattetid fördes över ån Kostianvirta på flottar, tvingades Armfeldt och hans underlägsna svenska trupper att överge de befästa ställningar de före slaget intagit vid ån, och retirera till Vasa, medan ryssarna intog Björneborg och området kring nuvarande Tammerfors.

## Deltagande svenska regementen[1]
Infanteri
- Åbo läns regemente (791 man)
- Björneborgs regemente (470 man)
- Tavastehus regemente (792 man)
- Viborgs regemente (247 man)
- Savolax regemente (731 man)
- Nylands regemente (503 man)
- Österbottens regemente (705 man)
- Finska värvade bataljoner (240 man)

Kavalleri
- Åbo och Björneborgs läns kavalleriregemente (736 man)
- Nylands och Tavastehus läns kavalleriregemente (803 man)
- Viborgs och Nyslotts läns kavalleriregemente (641 man)
- Ingermanländska dragonregementet (484 man)
- Lantdragonskvadronen (58 man)